# Ca la Viuda (Maials)
Ca la Viuda és una casa de Maials (Segrià) inclosa a l'Inventari del Patrimoni Arquitectònic de Catalunya.

## Descripció
Gran casal entre mitgeres de planta baixa, dos pisos i golfa, amb façana de carreus regulars de pedra. Reprodueix la tipologia del lloc, amb una entrada que comprén l'entresòl amb les dues finestres. Al primer pis la planta senyorial és amb balcons a l'exterior, aquí de dimensions i volada reduïdes. La golfa remata la casa amb petites finestres amb arcs. De composició simètrica i austera, que atany el que es pretenia.